# Jaskinia Psia (Wyżyna Częstochowska)
Jaskinia Psia lub Źródlana – jaskinia w skałach Biśnik w Dolinie Wodącej. Administracyjnie należy do miejscowości Strzegowa w województwie małopolskim, w powiecie olkuskim, w gminie Wolbrom, pod względem geograficznym jest to obszar Wyżyny Ryczowskiej w obrębie Wyżyny Częstochowskiej.

## Opis jaskini
Znajduje się w orograficznie lewych zboczach Doliny Wodącej, u północno-zachodniego podnóża wzgórza Grodzisko Chłopskie. W zboczach tkwi tutaj duża skała Biśnik z widoczną z dna doliny Jaskinią na Biśniku. Wejście do Jaskini Psiej jest ze szlaku turystycznego wiodącego dnem doliny niewidoczne. Znajduje się po lewej (patrząc od dołu) stronie skały Biśnik, w lesie, około 10 m powyżej dna doliny. Otwór znajduje się na wysokości około 1,5 m nad ziemią, ma ekspozycję północno-wschodnią i jest łatwo dostępny.
Jaskinia ma postać krętego korytarza. Powstała w wapieniach z okresu późnej jury. Otwór wejściowy porastają mchy. Początkowa, dość szeroka i wysoka część jej korytarza prowadzi do krzyżujących się z nim poprzecznie szczelin. Ta część korytarza jest oświetlona rozproszonym światłem, co powoduje, że na ścianach rozwijają się glony. Szczeliny wychodzą na powierzchnię, ale dla człowieka są za ciasne. Ta część korytarza jest przewiewna, a zimą czasami przemarza. Ma płytkie, humusowo-próchnicowe namulisko. Z miejsca skrzyżowania za progiem o wysokości około 2,5 m ciągnie się dalsza część korytarza. Korytarz jest niski, mniej więcej poziomy i meandruje. W jego dnie znajdują się niewielkie progi i pozostałości kotłów wirowych. W niektórych miejscach korytarz rozszerza się, brak jednak komnat.
Na końcu korytarza znajduje się zacisk, który przez grotołazów został rozkuty. Za zaciskiem znajduje się opadająca w dół szczelina o dnie wypełnionym osadami. W dnie tym znajdują się także misy martwicowe, w których dawniej znajdowały się perły jaskiniowe. W tej części jaskini znajdują się najobfitsze nacieki. Są to polewy z krystalicznego kalcytu lub mleko wapienne. Na stropie były też stalaktyty, pozostały jednak po nich tylko ślady. Namulisko jest gliniaste, a z wielu miejsc ścian spływa woda tworząc na dnie kałuże. W tej końcowej części korytarza za zaciskiem brak przewiewu.
Czasami w okolicach otworu jaskini występują muchówki, motyle i pająki sieciarze jaskiniowe (Meta menardi). Spotykano również skoczogonki i chrząszcze z rodziny kusaków. Czasami w głębszych partiach jaskini hibernują pojedyncze nietoperze, a na resztkach organicznych rozwijają się grzyby pleśniowe.
Jaskinia ma status pomnika przyrody.

## Historia poznania
Jaskinia znana jest od dawna, od dawna też była odwiedzana. Nazwę nadali jej w1966 roku członkowie KKTJ. Po raz pierwszy opisali ją W. Baranek i L. Powichrowski w 1975 r. pod nazwą Jaskinia Źródlana. W grudniu 1998 r. otwór wejściowy zamknięto kratą, jednak jeszcze tego samego roku ktoś podkopał otwór pod kratą, a w następnym roku wypiłowano drzwiczki wejściowe. W 1986 r. plan jaskini sporządzili A. Górny i M. Szelerewicz. Pomiaru jaskini dokonali A. Polonius i S. Kornaś w listopadzie 1991 r.

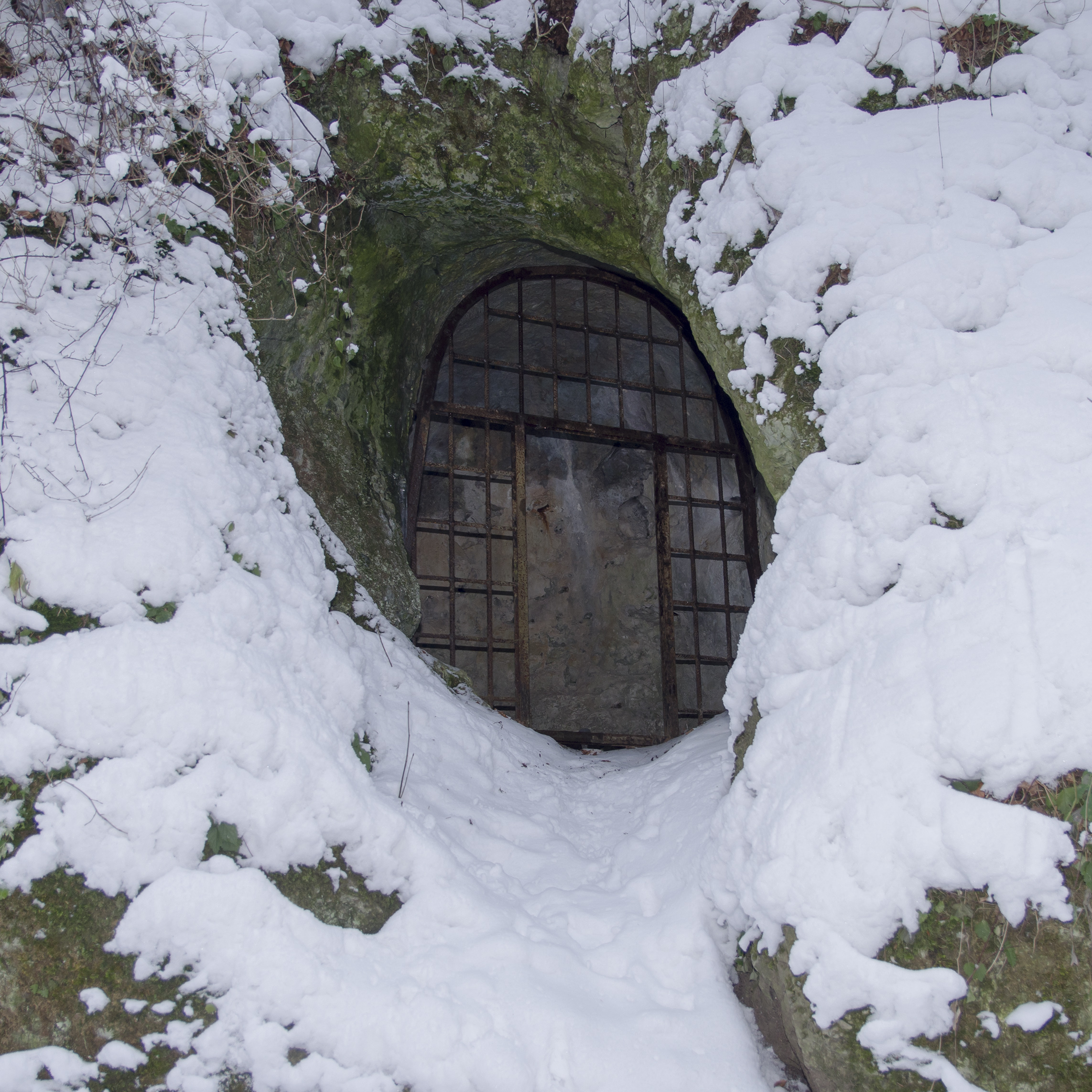
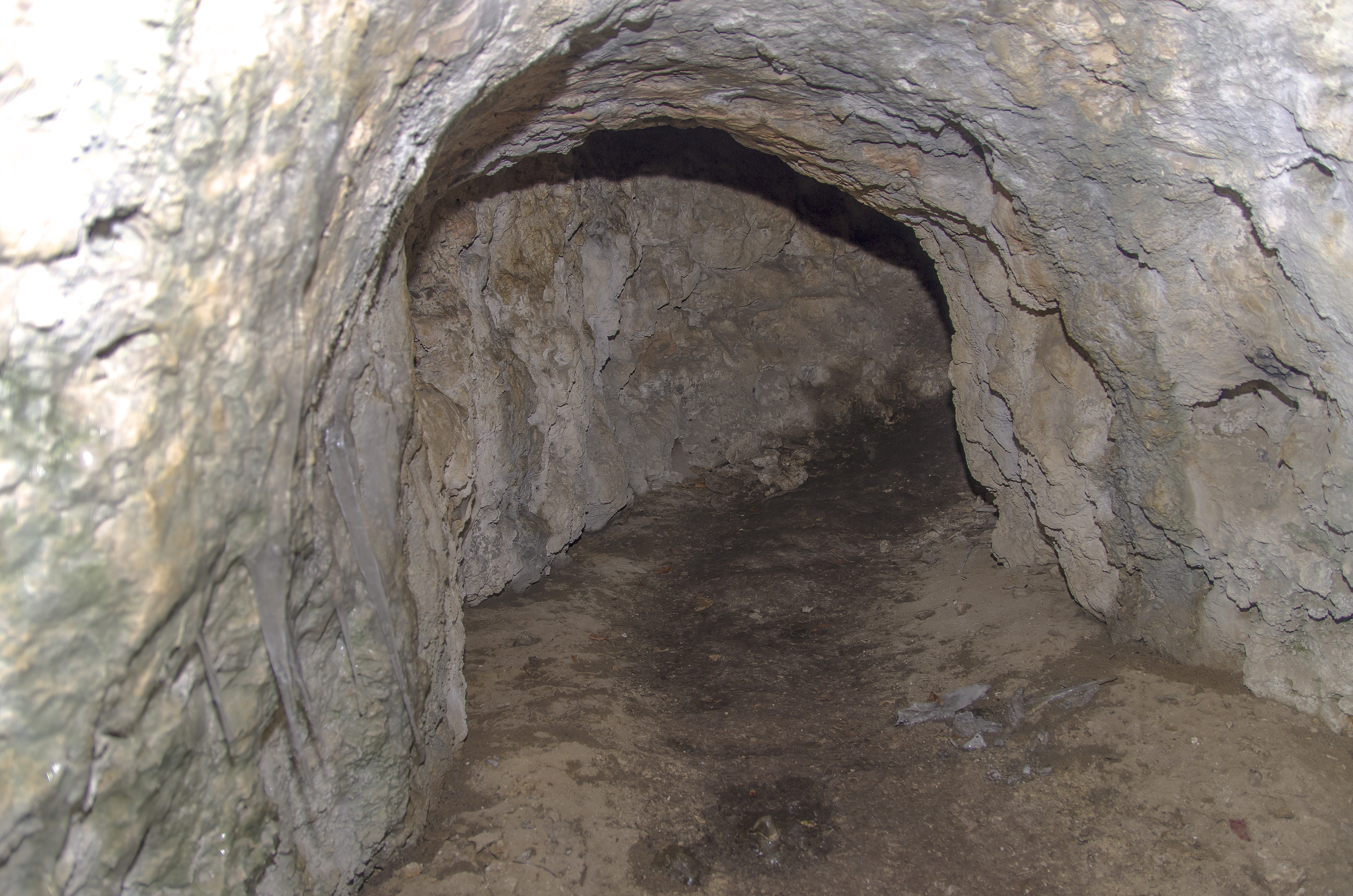
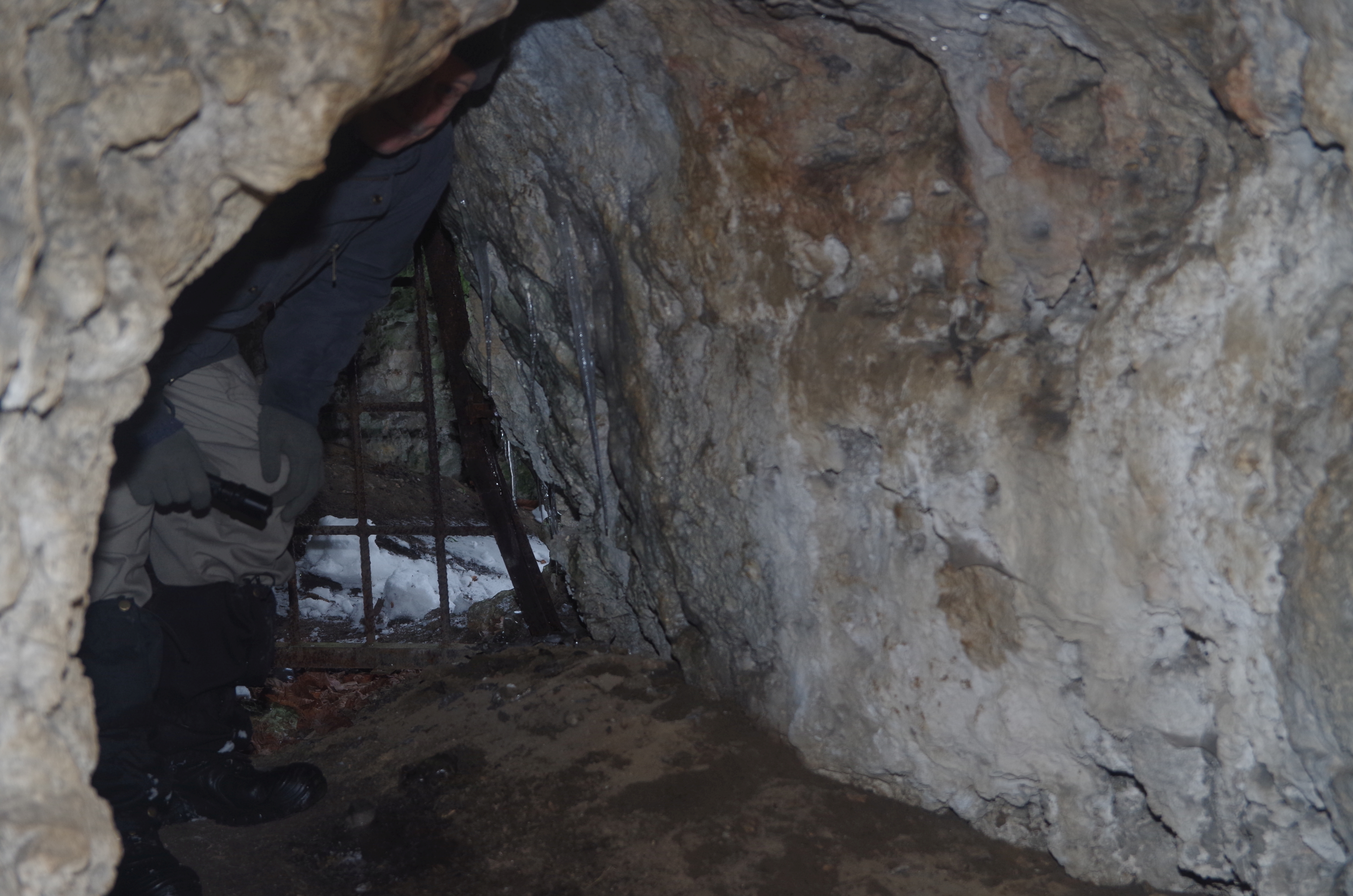
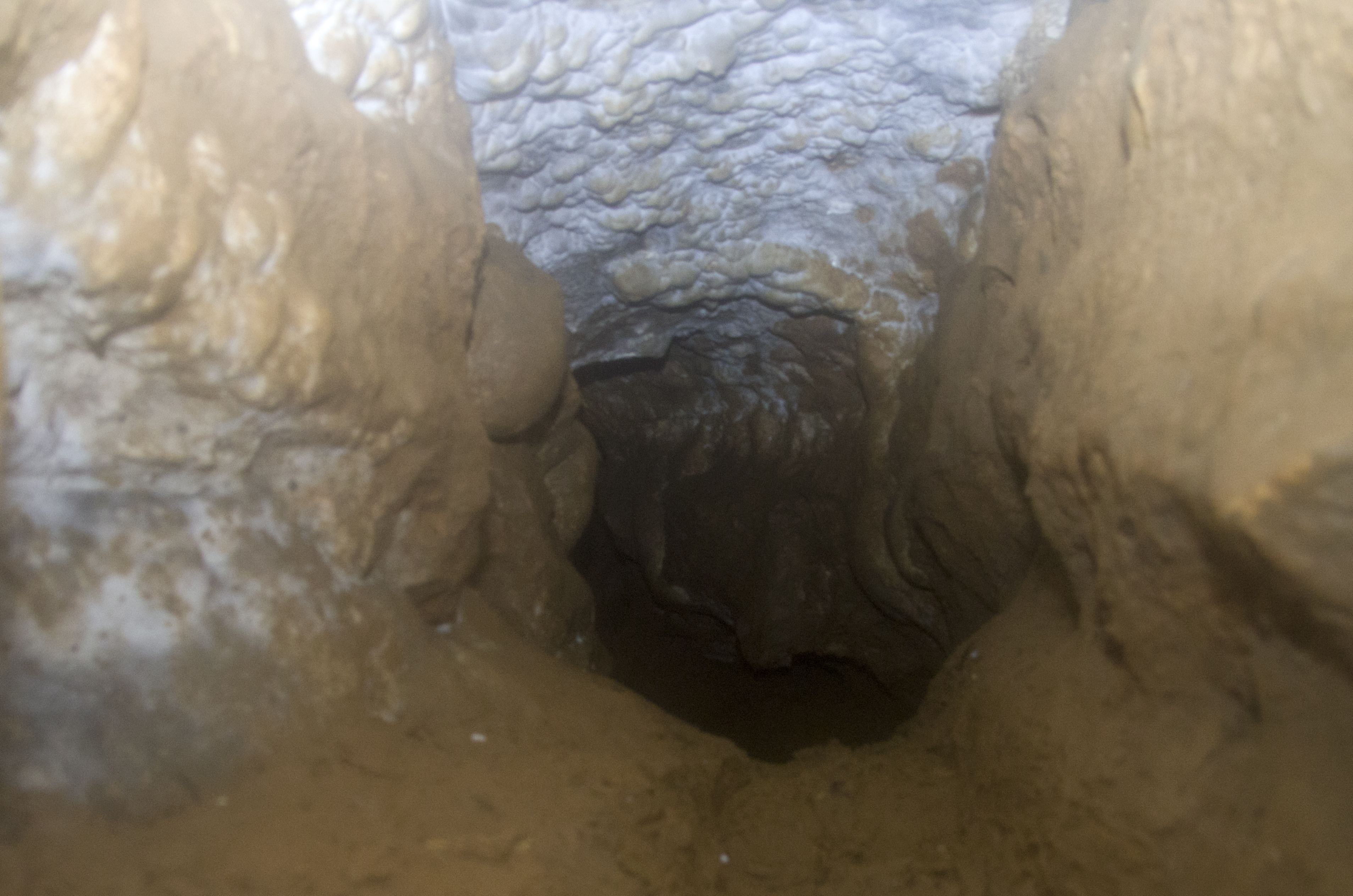